# Xhevat Prekazi
Xhevat Prekazi   (Mitrovica, 18 d'agost de 1957) és un exfutbolista kosovar-albanès de la dècada de 1980.
Pel que fa a clubs, defensà els colors de FK Partizan, Hajduk Split, Galatasaray i Altay.